# Літотрипсія
Літотрипсі́я (лат. lithotripsia від грец. lithos — «камінь» + tribein — «розтирати, подрібнювати, дробити») — медична процедура, націлена на фізичне руйнування конкрементів у тілі людини (ниркові камені, камені в жовчному міхурі та камені в шлунково-кишковому тракті). Камені можуть відрізнятися за розмірами та хімічним складом. Один із типів каменів показано на фотографії. 

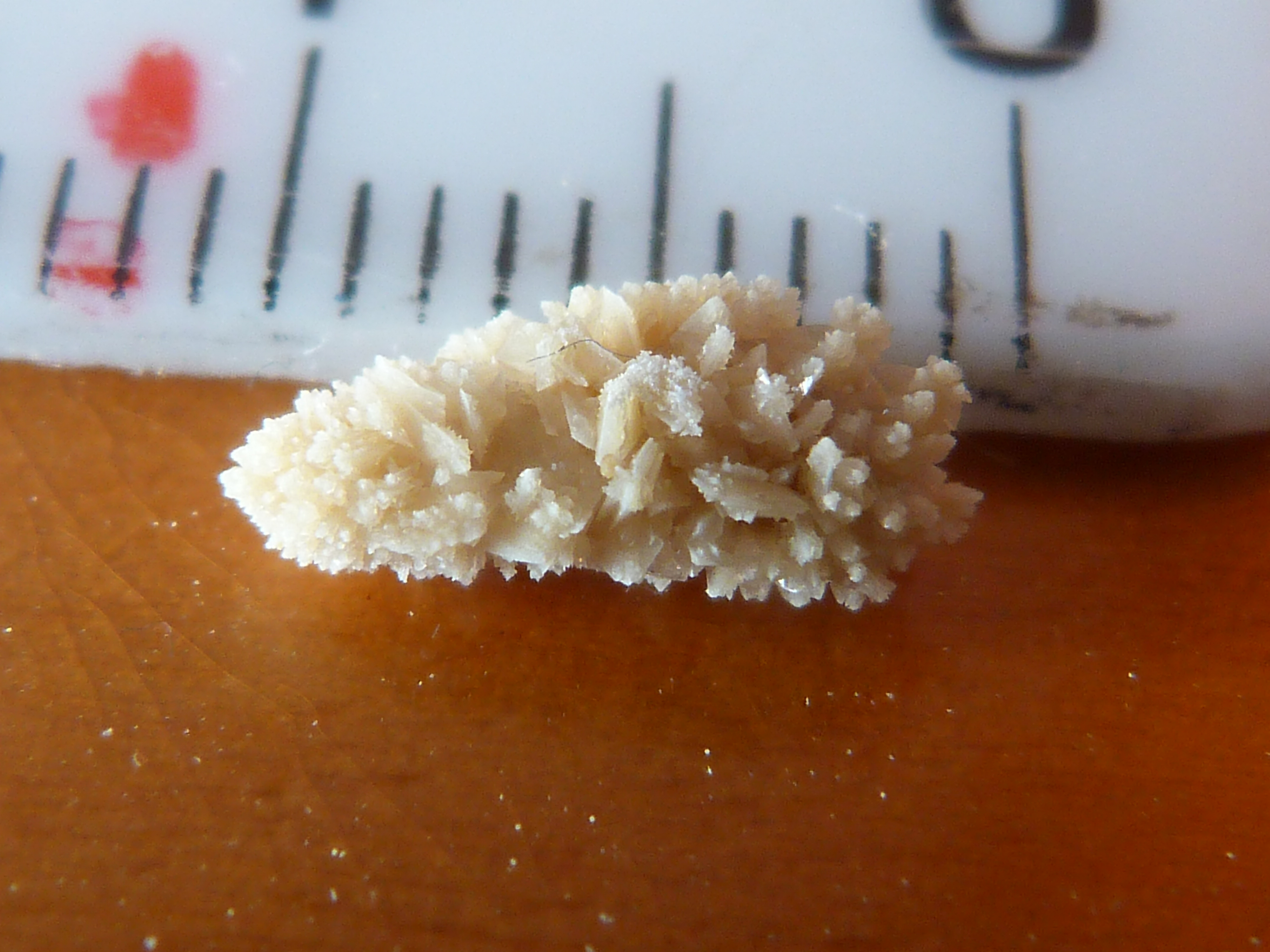
Нирковий камінь

 Як фізичні фактори, що використовуються для руйнування твердих утворень використовуються механічні ударні хвилі. Використовуються також інтенсивні електромагнітні хвилі (лазерне випромінювання). В цьому випадку до ударно-хвильового механізму руйнування додається руйнування за рахунок теплових напружень. Важливе значення для інтенсифікації руйнування має зміна механічних властивостей каменів при інтенсивному нагріванні.

## Коротка історична довідка
Історія сечокам'яної хвороби така ж довга, як історія людства. Найстаріша знахідка ниркового каменя датується 4800 роком до нашої ери. Камінь був знайдений в мумії шістнадцятирічного хлопчика в Єгипті. На певних стадіях цієї хвороби пацієнт відчуває дуже сильні болі і це стимулювало медиків на пошук способів видалення каменів для полегшення стану пацієнта. І як відмічав Гіппократ, для допомоги пацієнтам існували окремі люди. Історичний огляд з найдавніших часів медичної практики стосовно сечокам'яної хвороби надано в[прояснити].
Успішне використання першого літотриптера для руйнування каміння в сечовому каналі здійснено в лютому 1980 року в Німеччині. При цьому використовувався прилад, створений спільно вченими Мюнхенського університету та інженерами фірми «Дорньє». Багато ілюстрована прикладами конкретних літотрипторів історія (до 2000 року) розвитку основних наукових ідей, що використовувалися при розробці технологій медичного використання ударних хвиль подана в роботі За час, що минув з початку використання літотрипсії, розвиток технології та зростання кваліфікації лікарів дали можливість проводити руйнування каменів в амбулаторних умовах. Уже через пів години після сеансу пацієнт здатен самостійно залишити клініку.
Розміри каменів, для подрібнення яких можна використовувати процедуру літотрипсії змінювалися з розвитком техніки та зростанням кваліфікації лікарів. В літотрипторах першого покоління для реалізації процедури руйнування пацієнта занурювали в заповнену водою ванну для забезпечення необхідного акустичного контакту між тілом та джерелом акустичних хвиль. У новітніх зразках акустичний контакт забезпечують з використанням невеликих ємностей, заповнених водою. Зараз ця процедура використовується для подрібнення каменів розміром від 0.5 до 2.5 сантиметрів.
Процедура лазерної літотрипсії була розроблена в 80-ті роки в Wellman Center for Photomedicine. Технологія була запатентована Candela Corporation, яка і виробляла перші комерційні системи лазерної літотрипсії.

## Способи руйнування каменів

Схематичне зображення процесу концентрації хвильової енергії до необхідного рівня інтенсивності хвилі

В медичній практиці реалізуються декілька типів літотрипсії:
1. Дистанційна (екстракорпоральна) літотрипсія, коли камені руйнуються під дією ударних хвиль, що генеруються поза тілом пацієта і спеціальними засобами фокусуються на камені.
2. Контактна літотрипсія. Джерело енергії, необхідної для руйнування каменю, підводиться до нього з допомогою спеціального ендоскопу без хірургічного втручання. Розрізняють три способи реалізації процедури контактної літотрипсії в залежності від фізичного механізму руйнування каменя.

- Ультразвукова літотрипсія, коли з камнем контактує джерело ультразвукових коливань,
- Пневматична літотрипсія. Дія на камінь здійснюється механізмом, схожим на відбійний молоток. Точно спрямовані імпульси здатні швидко роздробити камінь.
- Лазерна літотрипсія. Досить широко використовується в медичній практиці. Енергія до каменя підводиться від зовнішнього лазера по тонкому світоводу.
- Перкутанна (мініінвазивна) літотрипсія. У певних умовах ендоскопічне введення приладу для руйнування каменя здійснюється з виконанням невеликого проколу в тілі пацієнта.

Вкрай рідко, під час операцій вдаються до механічної літотрипсії — роздавлюючи камінці літотріптором.

## Методи генерації ударних хвиль
Для генерації ударних хвиль використовуються пристрої з різними способами перетворення електричної енергії в енергію інтенсивних ультразвукових хвиль. Використовують три типи генераторів:
1. Електрогідравлічний. Хвильове збурення в об'ємі генерується з використанням електричного розряду (Електрогідравлічний ефект). В плазмовому каналі розряду виділяється значна енергія для генерації хвилі стиску в воді. З допомогою спеціального пристрою здійснюється концентрація енергії в невеликому об'ємі, що охоплює камінь, що має бути зруйнований.
2. П'єзокерамічний. Перетворення електричної енергії в акустичну досягається з використанням матеріалів з п'єзоефектом.
3. Електромагнітний. Використовуються електромагнітні системи генерації хвиль. Механізм генерації хвиль аналогічний механізму генерації коливань механічних елементів звичайних гучномовців.

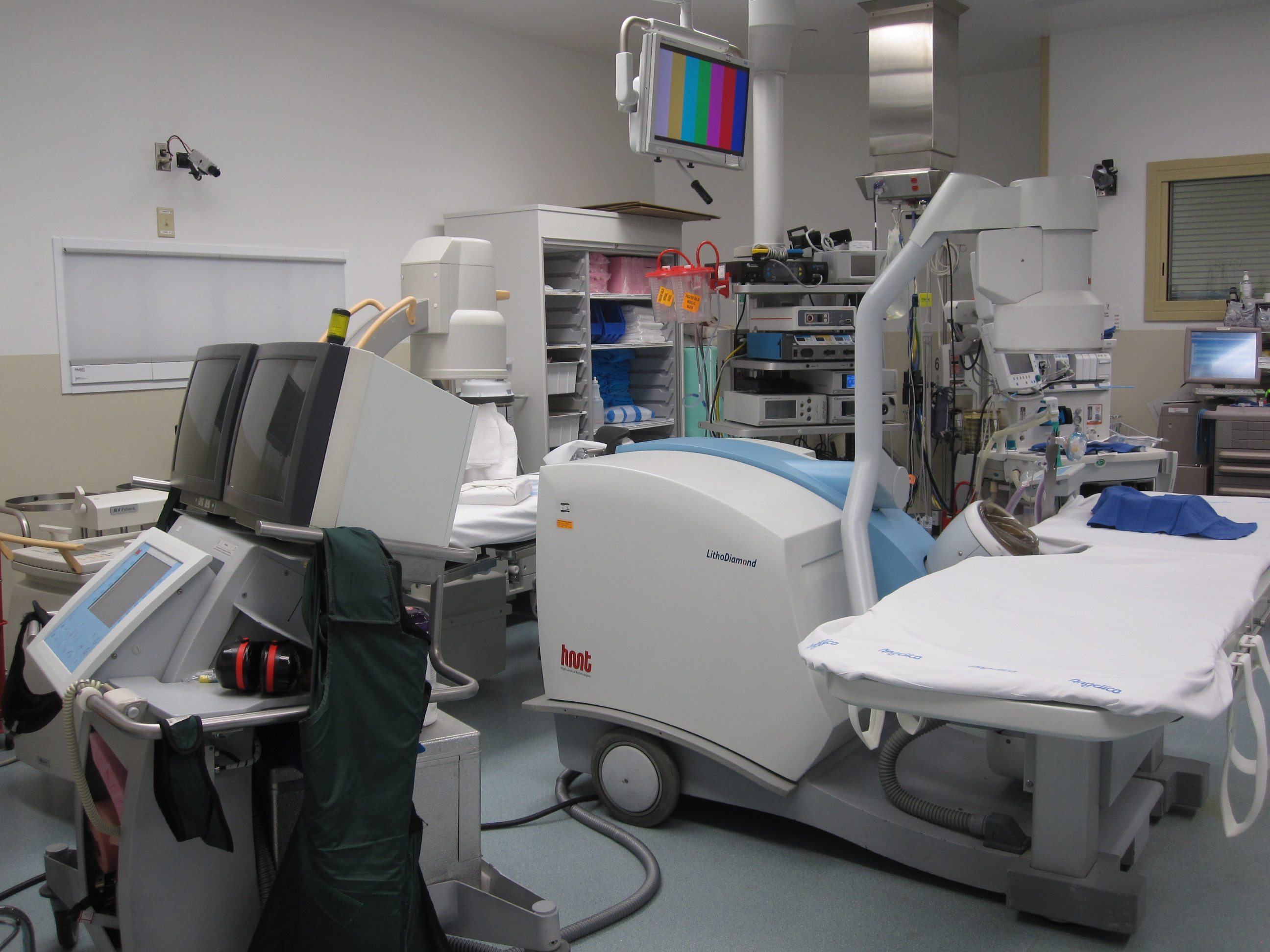
Вигляд клініки з літотриптором для здійснення процедури дистанційної ударно-хвильової літотрипсії

Ударні хвилі в усіх пристроях генеруються у вигляді коротких імпульсів. Максимальна величина тиску в імпульсі в фокусі коливається в межах 35-120 МПа (мільйонів паскалів) Атмосферний тиск на поверхні землі коливається поблизу величині 0.1 МПа. Під час одного сеансу лікування генерується від 1000 до 4000 імпульсів.

## Механізм лазерного руйнування
У процедурі лазерної літотрипсії імпульс лазерного випромінювання передається безпосередньо до каменя по волоконно-оптичному каналу. Процедура здійснюється при локальному або загальному знеболюванні і вважається мінімально інвазивним хірургічним втручанням. У системах лазерної літотрипсії використовується гольмійовий лазер, що працює в інфрачервоному діапазоні частот. Лазерні імпульси генерують ударні хвилі, які на фоні локального підвищення температури призводять до руйнування каменя потенційно до дуже мілких частинок. При цьому за рахунок комплексної дії руйнуються камені тих типів, при руйнуванні яких процедура дистанційної ударно-хвильової літотрипсії виявляється неефективною.

## Протипокази
Кожен метод літотрипсії має свої специфічні протипокази до застосування.
Усі протипокази можна поділити на 3 групи: технічні, загальні, урологічні

### Екстракорпоральна ударно-хвильова літотрипсія
Урологічні протипоказання:
- Наявність обструкції сечових шляхів нижче від місця розташування каменя (високе відходження сечоводу, додаткова судина нирки, стриктура сечоводу).
- Пухлини нирки.
- Кавернозний туберкульоз нирки.
- Макрогематурія (до її повної ліквідації).
- Гострий пієлонефрит або активна фаза хронічного пієлонефриту.
- Нагноєна кіста нирки.
- Гостра ниркова недостатність та хронічна ниркова недостатність в інтермітуючій і термінальній стадіях.
- Наявність кісти або аневризми судин на шляху проходження ударної хвилі.
- Нефункціонуюча нирка.
- Як монотерапія при коралоподібних каменях III ст.
- Період 3-4 тижнів після

операцій на нирці.